# Фабела
Фабелата (на латински: fabella – „малко бобче“) е сезамовидна кост, която се среща у някои бозайници и се намира в страничната глава на мускула на гастрокнемията зад страничния кондил на бедрената кост. Среща се при 10%-30% от хората.. В редки случаи може да са налице 2 или 3 такива кости.